# نجم أصفر مفرط العملقة

النجوم الصفراء المفرطة العملقة تقع فوق الشريحة المتقلبة في مخطط هرتسبرونغ وراسل

النجم الأصفر المفرط العملقة (بالإنجليزية: Yellow hypergiant)‏ عبارة عن نجم مفرط العملقة ذي غلاف جوي نجمي واسع ويقع ضمن التصنيف الطيفي من إيه إلى كي، وتبلغ كتلته الأولية نحو 20 إلى 60 ضعف كتلة شمسية، لكنه يفقد نصف هذه الكتلة. يُعد هذا النجم من بين ألمع النجوم المرئية، ويبلغ قدرها المطلق نحو -9، لكنه أيضًا واحد من أندر النجوم المعروفة برفقة 15 نجم آخر في مجرة درب التبانة، وستة من هذه النجوم موجودة في عنقود واحد. يُشار إلى هذه النجوم في بعض الأحيان بالنجوم المفرطة العملقة الباردة عند المقارنة مع النجوم من نوع أو وبي (النجوم من نوع أو وبي هي أسخن النجوم)، وأحيانًا يُشار إليها بالعمالقة الغازية الدافئة بالمقارنة مع النجوم الحمراء الفائقة العملقة.

## التصنيف
استُخدم مصطلح Hypergiant في بداية عام 1929، ولكن ليس لوصف النجوم المعروفة حاليًا بالنجوم المفرطة العملقة. كانت تُعرَّف النجوم المفرطة العملقة من خلال مرتبة إضاءتها «0»، وهي أكثر إضاءةً من ألمع النجوم الفائقة العملقة التي تندرج تحت الفئة إل إيه، على الرغم من أنه لم يُشار إليها بالنجوم المفرطة العملقة حتى نهاية السبعينيات من القرن العشرين. اقتُرح معيار آخر ليشير إلى النجوم المفرطة العملقة في عام 1979 يتضمن بعض النجوم الساخنة الأخرى الفاقدة للكتلة اللامعة بشكل كبير، لكن لم يُطبق هذا المعيار على النجوم الأكثر برودة. وفي العام 1991، كان النجم «رو ذات الكرسي» النجم الأول الذي يوصف بمثابة نجم أصفر مفرط العملقة. وكان من المُحتمل أن تُجمع في فئة جديدة من النجوم اللامعة خلال مناقشات الفيزياء الشمسية والفيزياء الفلكية في ورشة التمييز المتداخل عام 1992.
ما زالت تعريفات مصطلح النجم الفرط العملقة مبهمة، وعلى الرغم من أنّ النجوم المفرطة العملقة تندرج تحت مرتبة الإضاءة 0، فقد حُددت بشكل أكثر شيوعًا تحت مراتب الإضاءة البديلة إل إيه-0 و إل إيه+. يُحدد إضاءتها النجمية الهائلة عن طريق العديد من الميزات الطيفية الحساسة لجاذبية السطح، مثل نطاقات الخط إتش بيتّا في النجوم الحارة أو عن طريق انقطاع بالمر الحاد في النجوم الأكثر برودة. (انقطاع بالمر: الفرق في شدة الطيف النجمي المتصل على جانبي حد سلسلة بالمر من الهيدروجين عند طول موجة 364.6 نانومتر). غالبًا ما تشير جاذبية السطح الأقل إلى نجم أكبر، وبالتالي إضاءة أكبر. يمكن استخدام شدة خطوط الأكسجين المرصودة في النجوم الأبرد مثل أو آي عند طول موجة 777.4 نانومتر للمعايرة المباشرة مقابل الإضاءة النجمية.
يُدعى الأسلوب الفيزيائي الفلكي المُستخدم في تحديد النجوم الصفراء المفرطة العملقة بشكل حاسم معيار كينان-سمولينسكي. هنا يجب توسيع جميع خطوط الامتصاص بشكل كبير، بحيث تتجاوز تلك المُتوقعة من النجوم الفائقة العملقة الساطعة، ويجب أيضًا إظهار دليل قوي على فقدان الكتلة الكبير. بالإضافة إلى ذلك، يتحتم أيضًا وجود واحد من عناصر إتش ألفا الموسعة. وربما تُظهر مخططات إتش ألفا معقدة بشكل كبير، وعادةً ما تتضمن خطوط انبعاث قوية مقترنة مع خطوط الامتصاص.
تزداد مصطلحات النجوم الصفراء المفرطة العملقة تعقيدًا بسبب الإشارة إليها بنجوم فائقة العملقة باردة أو نجوم فائقة العملقة دافئة، ويعتمد هذا على السياق. تشير النجوم المفرطة العملقة الباردة إلى كل النجوم اللامعة وغير المستقرة بدرجة كافية والتي تكون أبرد من النجوم المفرطة العملقة الزرقاء والنجوم الزرقاء متغيرة الإضاءة، وتتضمن كلّ من النجوم الحمراء والصفراء المفرطة العملقة. ويُستخدم مصطلح النجوم المفرطة العملقة الدافئة لفئتي النجوم عالية الإضاءة إيه وإف كما في المجرتين إم31 وإم33 وهي ليست نجومًا زرقاء متغيرة الإضاءة، وتستخدم عمومًا للنجوم المفرطة العملقة الصفراء.

## الخصائص
تشغل النجوم الصفراء المفرطة العملقة المنطقة التي تقع فوق الشريحة المثقبة في مخطط هرتسبرونغ وراسل، ويوجد في هذه المنطقة نجوم قليلة نسبيًا، وهذه النجوم غير مستقرة بشكلٍ عام. يتراوح المجال الطيفي ومجال درجة الحرارة بين الفئتين إيه0-كي2 و4000-8000 كلفن على التوالي. وتحاط هذه المنطقة من جهة درجات الحرارة المرتفعة بالفراغ الأصفر التطوري حيث تصبح النجوم اللامعة كهذه غير مستقرة بشكل كبير وتعاني من فقدان كتلة كبير. يفصل «الفراغ الأصفر التطوري» النجوم الصفراء المفرطة العملقة عن النجوم الزرقاء متغيرة الإضاءة، على الرغم من أن النجوم الصفراء المفرطة العملقة في أسحن درجات الحرارة التي تصل إليها والنجوم الزرقاء متغيرة الإضاءة في أبرد درجات الحرارة التي تصل إليها يمكن أن تكون نفس درجة الحرارة تقريبًا وهي 8000 كلفن. أمّا من جهة الحد الأدنى من درجات الحرارة لا يمكن الفصل بشكل واضح بين النجوم الصفراء المفرطة العملقة والنجوم الحمراء الفائقة العملقة، ويُعد النجم آر دبليو الملتهب (درجة حرارته 4500 كلفن، وإضاءته الشمسية 555000) مثالًا عن النجم الذي يتشارك خصائص كل من النجوم المفرطة العملقة الصفراء والنجوم الحمراء الفائقة العملقة.
تملك النجوم الصفراء المفرطة العملقة مجال ضيق إلى حدٍ ما من الإضاءة الشمسية، وهي أعلى من 300000 (على سبيل المثال في نجم 382 القاعدة بإضاءة شمسية تبلغ 316000) وأقل من حد همفري ديفيدسون وتبلغ الإضاءة الشمسية عنده نحو 600000. وتعد النجوم الصفراء المفرطة العملقة من النجوم الأكثر إضاءةً بشكل مرئي وتبلغ ذروتها في منتصف النطاق المرئي (البصري)، ويبلغ مقدارها المطلق نحو -9 أو -9.5.
وهي ضخمة وغير مستقرة نوعًا ما، بالإضافة إلى جاذبية سطحية منخفضة جدًا. وفي المكان (على المنحنى البياني) الذي تبلغ فيه الجاذبية السطحية (لوغاريتم جي) للنجوم الصفراء الفائقة العملقة أقل من 2، تبلغ الجاذبية السطحية للنجوم الصفراء المفرطة العملقة نحو الصفر. بالإضافة إلى أنها تنبض بشكل غير منتظم، مما يسبب تغيرات صغيرة في درجة الحرارة والإضاءة. ينتج عن هذا معدلات فقدان كتلة عالية جدًا، وفي هذه الحالة تكون السديميّة شائعة حول النجوم. ويمكن للانفجارات العَرَضية الكبيرة أن تحجب النجوم بشكل مؤقت.
تتشكل النجوم الصفراء المفرطة العملقة من النجوم مفرطة الكتلة بعد أن تصل في تطورها إلى نهاية النسق الأساسي (هو خط إحصائي للنجوم يشكل 80% من مختلف نجوم الكون مجموعة في رسم بياني بغرض تصنيفها من حيث اللون والإضاءة). مرّت معظم النجوم الصفراء المفرطة العملقة المرصودة في مرحلة النجم الأحمر الفائق العملقة من ثم تطورت لتصل إلى درجات حرارة أعلى، ولكن رُصد القليل فقط في مرحلة الانتقال الأولى الوجيزة من النسق الأساسي إلى نجم أحمر فائق العملقة. تنفجر النجوم الفائقة العملقة ذات الكتلة الأقل من 20 ضعف من كتلة الشمس متحولةً إلى مستعر أعظم بينما ما زالت في مرحلة النجم الأحمر الفائق العملقة، بينما لا تصبح درجة حرارة النجوم ذات الكتلة الأكبر من نحو 60 ضعف من كتلة الشمس أبرد من درجة حرارة النجم الأزرق الفائق العملقة. تعتمد نطاقات الكتلة الدقيقة على المعدنية والدوران. ربما تكون النجوم الصفراء المفرطة العملقة عندما تبدأ درجة حرارتها بالانخفاض للمرة الأولى نجومًا مفرطة الكتلة بكتلة تصل إلى 60 ضعف من كتلة الشمس أو أكثر، ولكن تفقد النجوم التي تتجاوز مرحلة النجم الأحمر الفائق العملقة كتلة تعادل نحو نصف كتلتها البدائية (الأولية).
من الناحية الكيميائية، تظهر معظم النجوم الصفراء المفرطة العملقة زيادة حادة في النتروجين، والصوديوم وبعض العناصر الثقيلة الأخرى في طبقتها السطحية. يُستنفذ الأوكسجين والكربون، بينما يزداد الهيليوم، كما هو متوقع في مرحلة ما بعد النسق الرئيسي التي يمر بها النجم.